# Konan (Shiga)
Pour les articles homonymes, voir Konan.
Konan (湖南市, Konan-shi) est une ville située dans la préfecture de Shiga, dans la région du Kansai au Japon.

## Toponymie
Le toponyme « Konan » signifie en japonais « sud du lac », la ville se situant en effet au sud du lac Biwa.

## Géographie

### Situation
Konan est située dans le sud de la préfecture de Shiga.

### Démographie
Au 1er octobre 2022, la population de Konan était de 54 676 habitants (56 520 en 2006) répartis sur une superficie de 70,49 km2.

### Hydrographie
La rivière Yasu traverse la ville.

## Histoire
La ville de Konan a été fondée le 1er octobre 2004 avec la fusion des bourgs de Kōsei et Ishibe.

## Transports
Konan est desservie par la ligne Kusatsu de la JR West.